# Just Dance 2017
Pour les articles homonymes, voir Just Dance.
Just Dance 2017 est un jeu vidéo de rythme développé par Ubisoft Paris et édité par Ubisoft, commercialisé en octobre 2016 sur les consoles Wii, Wii U, PlayStation 3, PlayStation 4, Xbox 360, Xbox One et PC et en mars 2017 sur Nintendo Switch. Il s'agit du huitième volet principal de la série Just Dance et du seul disponible sur PC.

## Description du jeu
Comme dans les précédentes opus, les joueurs doivent imiter le coach de l'écran pour une chanson choisie, marquant des points en fonction de leur exactitude. L'objectif de Just Dance est de danser, en suivant les mouvements des danseurs (on peut aussi s'aider des pictogrammes permettant de prévisualiser les mouvements). Il y a un nouveau rang de score ajouté à partir de 11000 points : Superstar.
Les modes Dance Quests, Sweat & Playlist, Just Dance TV et le World Dance Floor sont présents dans cet opus, tout comme le Just Dance Unlimited pour les versions du jeu sur la huitième génération de consoles et PC, avec du contenu supplémentaire et de la liste de lecture. L'application Just Dance App Controller est également mis à jour pour devenir un "hub pour les activités des joueurs", avec plusieurs autres fonctionnalités et Just Dance TV aux côtés de l'application du but principal, comme un détecteur de mouvements.
La détection des mouvements se fait :
- grâce à la Wiimote sur Wii,
- grâce à la Kinect sur Xbox,
- grâce à la PlayStation Camera sur PS4,
- grâce à la PlayStation Move sur PS3, PS4,
- grâce au paire de Joy-Con détachés de la console sur Nintendo Switch,
- grâce à son smartphone sur PC, PS4, PS5, Xbox 360, Xbox One, Xbox Series et Wii U.

### But du jeu
Le but du jeu est de gagner le plus d'étoiles.
Le jeu est composé de plusieurs catégories de points :
- X (Croix rouge) : Vous avez raté un mouvement.
- OK : Vous n'avez pas fait comme il faut le mouvement.
- GOOD : Votre rythme de danse est bien rythmé.
- PERFECT : Votre rythme de danse est parfait continuez comme ça.
- YEAH : Vous avez réussi parfaitement le mouvement gold vous gagnez beaucoup de points.

### Types de danses
Dès la sortie du jeu un nouveau type de danse est mis en place : le mode duo où deux joueurs peuvent participer, chacun ayant une chorégraphie légèrement différente, s'ensuit les danses crew où quatre joueurs peuvent participer puis les danses on stage où trois joueurs peuvent danser avec le joueur du milieu ayant une chorégraphie changeante.
Mais il existe d'autres types de danse disponibles comme:
- Version alternative : une autre type de chorégraphie sur la même musique.
- Version extreme : des danses avec un niveau élevé.
- Version sweat : des danses fitness aérobique.
- Mashup : un mélange de danse de tous les opus pour une chorégraphie amusante.

### Just Sweat
C'est un programme de fitness personnalisé. Celui-ci permet au joueur de créer sa propre playlist qu'il pourra ensuite modifier en fonction de la difficulté de la chorégraphie, de la durée du programme et du nombre de calories qu'ils souhaitent brûler.

## Système de jeu
Just dance 2017 est un jeu classé dans la catégorie dite de "danse". Le principe du jeu est d'imiter les mouvements du personnage à l'écran (un coach) comme si c'était le reflet d'un miroir. Selon la chanson, les mouvements sont plus ou moins complexes et demandent plus ou moins d'effort. Des icônes indiquant les suites de pas et de mouvements défilent en bas de l'écran. S'ils sont effectués correctement et en rythme, le joueur obtient des points de score. Certains mouvements valent sensiblement plus de points, on les reconnait aux effets lumineux autour du coach, ce sont les Gold Moves. Si la chanson choisie est une chorégraphie en duo ou en groupe, il arrive que les joueurs fassent des mouvements différents, et soient amenés à se croiser.

## Liste des titres

### Mode Classique
Le service Just Dance Unlimited, disponible sur les consoles des 7e et 8e génération, permet aux joueurs d'accéder à plus de 500 chansons issues des opus précédents, ainsi que des contenus exclusifs.
La liste ci-dessous sont les chorégraphies qui apparaissent dans Just Dance 2017, qui comprennent:
| Chanson                                   | Artiste(s)                                         | Année | Mode    | Danseur(s) |
| ----------------------------------------- | -------------------------------------------------- | ----- | ------- | ---------- |
| All About Us                              | Jordan Fisher                                      | 2016  | Trio    | ♀/♂/♀      |
| Bailar                                    | Deorro ft. Elvis Crespo                            | 2016  | Solo    | ♂          |
| Bang                                      | Anitta                                             | 2015  | Solo    | ♀          |
| Bonbon                                    | Era Istrefi                                        | 2016  | Solo    | ♀          |
| Cake By The Ocean                         | DNCE                                               | 2015  | Solo    | ♂          |
| Can't Feel My Face                        | The Weeknd                                         | 2015  | Solo    | ♂          |
| Carnaval Boom                             | Latino Sunset                                      | 2016  | Solo    | ♀          |
| Cheap Thrills                             | Sia ft. Sean Paul                                  | 2016  | Solo    | ♀          |
| Cola Song                                 | INNA ft. J Balvin                                  | 2014  | Solo    | ♀          |
| Daddy                                     | Psy feat. CL & 2NE1                                | 2015  | Trio    | ♀/♂/♀      |
| Don't Stop Me Now                         | Queen                                              | 1979  | Solo    | ♂          |
| Don't Wanna Know                          | Maroon 5                                           | 2016  | Solo    | ♂          |
| Dragostea Din Tei                         | O-Zone                                             | 2003  | Trio    | ♂/♂/♂      |
| El Tiki                                   | Maluma                                             | 2015  | Duo     | ♂/♀        |
| Ghost In The Keys                         | Halloween Thrills                                  | 2016  | Quatuor | ♀/♂/♀/♂    |
| Groove                                    | Jack & Jack                                        | 2014  | Duo     | ♂/♂        |
| Hips Don't Lie                            | Shakira feat Wyclef Jean                           | 2006  | Solo    | ♀          |
| I Love Rock 'n' Roll                      | Joan Jett & The Blackhearts (Fast Forward Highway) | 1981  | Solo    | ♀          |
| Into You                                  | Ariana Grande                                      | 2016  | Solo    | ♀          |
| La Bicicleta                              | Carlos Vives ft. Shakira                           | 2016  | Duo     | ♀/♂        |
| Last Christmas                            | Wham! (Santa Clones)                               | 1984  | Duo     | ♂/♀        |
| Lean On                                   | Major Lazer feat. DJ Snake & MØ                    | 2016  | Quatuor | ♀/♂/♀/♂    |
| Leila                                     | Cheb Salama                                        | 2016  | Solo    | ♀          |
| Let Me Love You (A débloquer dans le jeu) | DJ Snake ft. Justin Bieber                         | 2016  | Duo     | ♂/♀        |
| Like I Would                              | ZAYN                                               | 2016  | Solo    | ♀          |
| Little Swing                              | AronChupa ft. Little Sis Nora                      | 2016  | Duo     | ♂/♀        |
| Oishii Oishii                             | Wanko Ni Mero Mero                                 | 2016  | Duo     | -/♀        |
| PoPiPo                                    | Hatsune Miku                                       | 2009  | Trio    | ♂/♀/♀      |
| Radical                                   | Dyro & Dannic                                      | 2014  | Solo    | ♀          |
| Run The Night                             | Gigi Rowe                                          | 2016  | Solo    | ♀          |
| Scream & Shout                            | will.i.am feat. Britney Spears                     | 2012  | Quatuor | ♂/♀/♂/♀    |
| September                                 | Earth, Wind & Fire (Equinox Stars)                 | 1978  | Trio    | ♂/♀/♂      |
| Single Ladies (Put a Ring on It)          | Beyoncé                                            | 2008  | Solo    | ♀          |
| Sorry                                     | Justin Bieber                                      | 2015  | Solo    | ♂          |
| Te Dominar                                | Daya Luz                                           | 2016  | Trio    | ♂/♀/♂      |
| Tico-Tico No Fubá                         | The Frankie Bostello Orchestra                     | 1917  | Duo     | ♂/♀        |
| Titanium                                  | David Guetta feat. Sia                             | 2011  | Solo    | ♀          |
| Watch Me (Whip/Nae Nae)                   | Silentó                                            | 2015  | Quatuor | ♂/♂/♂/♀    |
| What Is Love                              | Haddaway (Ultraclub 90)                            | 1993  | Solo    | ♂          |
| Wherever I Go                             | OneRepublic                                        | 2016  | Solo    | ♂          |
| Worth It                                  | Fifth Harmony feat. Kid Ink                        | 2015  | Solo    | ♀          |
| Je sais pas danser                        | Natoo                                              | 2016  | Trio    | ♀/♀/♂      |

### Mode alternative
La liste ci-dessous sont les chorégraphies alternatives qui apparaissent dans Just Dance 2017, qui comprennent:
| Chanson                 | Artiste                         | Année | Thème             | Mode    | Danseur(s) |
| ----------------------- | ------------------------------- | ----- | ----------------- | ------- | ---------- |
| Cake By The Ocean       | DNCE                            | 2015  | Ecouteurs         | Duo     | ♀/♂        |
| Cheap Thrills           | Sia Furler ft. Sean Paul        | 2016  | Bollywood         | Duo     | ♀/♂        |
| Cola Song               | INNA ft. J Balvin               | 2014  | Bonbon            | Quatuor | ♀/♂/♀/♂    |
| DADDY                   | Psy feat. CL                    | 2015  | Père et Fils      | Duo     | ♂/♂        |
| Don't Stop Me Now       | Queen                           | 1979  | Panda             | Solo    | ♂          |
| El Tiki                 | Maluma                          | 2015  | Trio              | Trio    | ♀/♂/♀      |
| Hips Don't Lie          | Shakira ft. Wyclef Jean         | 2005  | Sumo              | Duo     | ♂/♂        |
| Lean On                 | Major Lazer feat. DJ Snake & MØ | 2015  | Arabe             | Solo    | ♀          |
| Radical                 | Dyro & Dannic                   | 2014  | Casque            | Duo     | ♂/♂        |
| Scream & Shout          | will.i.am feat Britney Spears   | 2012  | Extrême           | Solo    | ♂          |
| September               | Equinox Stars                   | 1978  | Disco Fitness     | Solo    | ♂          |
| Sorry                   | Justin Bieber                   | 2015  | Extrême           | Solo    | ♀          |
| Watch Me (Whip/Nae Nae) | Silentó                         | 2015  | Famille de Battle | Quatuor | ♀/♀/♂/♂    |
| What Is Love            | Ultraclub 90                    | 1993  | Sur Voiture       | Duo     | ♂/♂        |
| Worth It                | Fifth Harmony feat. Kid Ink     | 2015  | Extrême Crew      | Quatuor | ♀/♀/♀/♀    |

Crédits : https://web.archive.org/web/20161022220503/http://justdanceallovewhere44001.unblog.fr/2016/10/21/spolies-les-versions-alternative/

### Mode Mashup
Mashup Mode Just Dance continue en 2017, Mashups peut être quatre modes (Solo, Duo, Trio ou Quatior), en plus d'être thématique.
| Chanson           | Artiste                         | Année | Mode | Thème           |
| ----------------- | ------------------------------- | ----- | ---- | --------------- |
| Cheap Thrills     | Sia Furler ft. Sean Paul        | 2016  | Solo | Lunettes        |
| Daddy             | Psy feat. CL & 2NE1             | 2015  | Solo | K-Pop           |
| Ghost In The Keys | Halloween Thrills               | 2016  | Solo | Swag            |
| Hips Don't Lie    | Shakira feat Wyclef Jean        | 2005  | Solo | Caliente        |
| Lean On           | Major Lazer feat. DJ Snake & MØ | 2015  | Solo | World           |
| Radical           | Dyro & Dannic                   | 2014  | Solo | Back In The Day |
| Scream & Shout    | will.i.am feat Britney Spears   | 2012  | Solo | American Dream  |
| September         | Equinox Stars                   | 1978  | Solo | Sweatember      |
| What Is Love      | Ultraclub 90                    | 1993  | Duo  | Icebreaker      |
| Worth It          | Fifth Harmony feat. Kid Ink     | 2015  | Duo  | Taquine Moi     |

### Just Dance Machine
Dans ce nouveau mode, vous devez aider les Martiens avec leur expérience sur la terre, où vous devez les aider à obtenir différents types de genre de danse de l'énergie. De électronique Hip-Hop, un nouveau mode de jeu exclusif à la PlayStation 4, Xbox One, Wii U et PC .

### Just Dance Unlimited
Comme son prédécesseur Just Dance 2016, le jeu offre ce service de streaming de contenu supplémentaire appelé Just Dance Unlimited, qui comprend les anciennes et les nouvelles chansons et même des versions alternatives. Exclusif pour ceux qui ont un abonnement aux consoles PlayStation 4, Xbox One, Wii U, PC ou Nintendo Switch.Seuls les nouveaux morceaux et les exclusifs pour cet opus sont détaillés ici. Il y a plus de 200 hits.
| Chanson                                           | Artiste                        | Année | Mode | Danseur(s) | Date de sortie                                                   | Date de retrait                 |
| ------------------------------------------------- | ------------------------------ | ----- | ---- | ---------- | ---------------------------------------------------------------- | ------------------------------- |
| Имя 505 (Imya 505)                                | Время и Стекло                 | 2015  | Solo | ♀          | 20 octobre 2016                                                  | 31 mars 2025 (arrêt du service) |
| Youth                                             | Troye Sivan                    | 2015  | Solo | ♂          | 25 octobre 2016                                                  | 31 mars 2025 (arrêt du service) |
| Ona tańczy dla mnie                               | Weekend                        | 2012  | Duo  | ♀/♂        | 10 octobre 2016 (27 octobre)                                     | 31 mars 2025 (arrêt du service) |
| Je sais pas danser (Free)                         | Natoo                          | 2016  | Solo | ♀          | 15 octobre 2016 (27 octobre)                                     | 31 mars 2025 (arrêt du service) |
| The Greatest                                      | Sia                            | 2016  | Solo | ♀          | 24 novembre 2016                                                 | 31 mars 2025 (arrêt du service) |
| Juju On That Beat                                 | Zay Hilfigerrr & Zayion McCall | 2016  | Duo  | ♂/♂        | 21 décembre 2016                                                 | 31 mars 2025 (arrêt du service) |
| Don't Worry                                       | Madcon & Ray Dalton            | 2015  | Duo  | ♂/♂        | 26 janvier 2017                                                  | 31 mars 2025 (arrêt du service) |
| Chiwawa (Alternate) (2016)                        | Wanki Ni Mero Mero             | 2015  | Solo | ♀          | 26 janvier 2017                                                  | 31 mars 2025 (arrêt du service) |
| Me Too                                            | Meghan Trainor                 | 2016  | Solo | ♀          | 23 février 2017                                                  | 31 mars 2025 (arrêt du service) |
| How Deep Is Your Love                             | Calvin Harris and Disciples    | 2015  | Solo | ♀          | 3 mars 2017 (Switch) - 22 juin 2017 (Wii U, PS4, Xbox One et PC) | 31 mars 2025 (arrêt du service) |
| HandClap                                          | Fitz and The Tantrums          | 2016  | Trio | ♂/♀/♂      | 23 mars 2017                                                     | 31 mars 2025 (arrêt du service) |
| Don't Let Me Down                                 | The Chainsmokers ft. Daya      | 2016  | Duo  | ♀/♀        | 20 avril 2017                                                    | 31 mars 2025 (arrêt du service) |
| Ain't My Fault                                    | Zara Larsson                   | 2016  | Solo | ♀          | 30 mai 2017                                                      | 31 mars 2025 (arrêt du service) |
| Wake Me Up Before You Go-Go (Alternate Emoji) (2) | Wham!                          | 1984  | Duo  | ♂/♀        | 20 juillet 2017                                                  | 31 mars 2025 (arrêt du service) |

- (2) indique que la chanson est dans Just Dance 2
- (2016) indique que la chanson est dans Just Dance 2016
- (Free) indique que la chanson est disponible gratuitement pour les joueurs français.

## Accueil
- Jeuxvideo.com : 16/20[1]

### Récompense
- Kids' Choice Awards 2017 : Meilleur jeu vidéo